# Somalia (piroscafo)
Il Somalia (già Rosignano, già War Bagpipe) è stato un piroscafo misto italiano (ed in precedenza britannico), violatore di blocco durante la seconda guerra mondiale.  

## Storia
Costruita nel 1918 nei cantieri Blyth Shipbuilding & Drydock Co. Ltd. di Blyth, con il nome di War Bagpipe, la nave era in origine un piroscafo da carico, da 2314 tsl, del tipo standard «D», di proprietà del TSC – The Shipping Controller di Londra, organismo istituito nel corso della prima guerra mondiale per la gestione delle navi mercantili in un momento particolarmente difficile per il naviglio alleato. La nave era gestita dalla compagnia MacAndrew & Co..
Nel 1920, conclusa la guerra, il War Bagpipe venne venduto alla Società di Navigazione Roma, con sede nella capitale, che lo ribattezzò Rosignano e lo iscrisse, con matricola 398, al Compartimento marittimo di Napoli. Nel 1926 il piroscafo venne acquistato dalla Transatlantica Italiana Società anonima di Navigazione, assumendo il nome di Somalia, e nel 1932 venne rivenduto alla Tirrenia Flotte Riunite Florio-CITRA, con sede a Genova, che il 21 dicembre 1936 mutò ragione sociale in Tirrenia Società Anonima di Navigazione. 

Il piroscafo fotografato ad Assab, in occasione della spedizione Franchetti.

 Nel 1928-1929 il Somalia trasportò ad Assab la scorta assegnata all'esploratore Raimondo Franchetti, che intendeva esplorare la Dancalia. L'ultimo cambio di armatore si verificò nel 1937, quando il Somalia venne trasferito al Lloyd Triestino, con sede a Trieste. In seguito a lavori l'unità, da piroscafo da carico, divenne una nave mista, e la stazza lorda aumentò a 2699 tsl.
All'entrata dell'Italia nella seconda guerra mondiale, il 10 giugno 1940, il Somalia era a Chisimaio, nella colonia italiana della Somalia, dove stazionò inattivo per circa otto mesi. 
Nel febbraio 1941, nell'imminenza della caduta della Somalia, il locale comando della Regia Marina dispose la partenza delle navi mercantili ritenute in condizioni idonee ad affrontare la navigazione sino al Madagascar. Le navi avrebbero dovuto raggiungere il porto di Diego Suarez, controllato dalle forze della Francia di Vichy, dove sarebbero state al sicuro.
Tra il 10 e l'11 febbraio 1941, pertanto, partì da Chisimaio un gruppo di navi composto dal grosso piroscafo misto Leonardo da Vinci, dalla pirocisterna Pensilvania, dai piroscafi da carico Savoia, Erminia Mazzella e Manon e dal piroscafo misto Adria, mentre il Somalia e la motonave da carico Duca degli Abruzzi sarebbero partiti in un secondo tempo, separatamente (secondo altre fonti tutte ed otto le navi partirono nella notte tra il 10 e l'11 febbraio 1941). Poco dopo aver raggiunto il mare aperto, tuttavia, tutte le navi del primo gruppo vennero intercettate e catturate, nonostante tentativi di sabotaggio da parte degli equipaggi, da incrociatori britannici inviati nella zona allo scopo. 
La Duca degli Abruzzi lasciò Chisimaio nella notte dell'11 febbraio, raggiungendo indenne Diego Suarez il 17. Una settimana dopo la motonave partì anche il Somalia, che a sua volta riuscì a raggiungere illeso Diego Suarez il 2 marzo 1941, ponendosi all'ormeggio accanto alla Duca degli Abruzzi.

Il Somalia con la livrea del Lloyd Triestino.

 Le due navi italiane rimasero quindi nel porto malgascio per più di un anno, ma nei primi giorni del maggio 1942 forze britanniche, nell’ambito dell’Operazione «Ironclad», attaccarono ed invasero il Madagascar per prevenire l'installazione nell'isola di basi navali giapponesi, dalle quali i sommergibili nipponici avrebbero potuto attaccare il traffico britannico nel Medio Oriente. All'alba del 5 maggio 1942 la corazzata britannica Ramillies, unitamente ad un gruppo di incrociatori e cacciatorpediniere britannici, arrivò nelle acque antistanti Diego Suarez ed aprì il fuoco contro la città e le installazioni militari. Dopo quattro ore di bombardamento le truppe britanniche presero terra nonostante la reazione della guarnigione francese, e dopo tre giorni di scontri occuparono la località. Il Somalia e la Duca degli Abruzzi, per evitare la cattura, si autoaffondarono l'8 maggio 1942, ed i loro equipaggi vennero imbarcati sul piroscafo Oronskye ed avviati alla prigionia in Sudafrica. 
Il Somalia venne successivamente recuperato dai britannici e demolito.